# Zonta van den Goorbergh
Zonta van den Goorbergh (Breda, 1 december 2005) is een Nederlandse motorcoureur die deelneemt aan het Moto2 Wereldkampioenschap voor RW Racing GP. Zijn vader, Jurgen van den Goorbergh, is een voormalig MotoGP rijder. Zijn overgrootvader is Engelandvaarder Jan Bartlema.

## Statistieken

### Grand Prix

#### Per seizoen
| Seizoen | Klasse | Motor  | Team                      | Races | Winst | Podiums | Poles | SR | Ptn | Pos |
| ------- | ------ | ------ | ------------------------- | ----- | ----- | ------- | ----- | -- | --- | --- |
| 2022    | Moto2  | Kalex  | RW Racing GP              | 18    | 0     | 0       | 0     | 0  | 0   | 34e |
| 2023    | Moto2  | Kalex  | Fieten Olie Racing GP     | 20    | 0     | 0       | 0     | 0  | 17  | 23e |
| 2024    | Moto2  | Kalex  | RW-Idrofoglia Racing GP   | 20    | 0     | 0       | 0     | 0  | 31  | 22e |
| 2025*   | Moto2  | Kalex  | RW – Idrofoglia Racing GP | 13    | 0     | 0       | 0     | 0  | 14  | 20e |
| Totaal  | Totaal | Totaal | Totaal                    | 71    | 0     | 0       | 0     | 0  | 62  |     |

#### Per klasse
| Klasse | Seizoenen  | 1e GP      | 1e podium  | 1e winst   | Races | Winst | Podiums | Poles | SR | Ptn | Kampioen |
| ------ | ---------- | ---------- | ---------- | ---------- | ----- | ----- | ------- | ----- | -- | --- | -------- |
| Moto2  | 2022-heden | Qatar 2022 |            |            | 71    | 0     | 0       | 0     | 0  | 62  | 0        |
| Totaal | 2022-heden | 2022-heden | 2022-heden | 2022-heden | 71    | 0     | 0       | 0     | 0  | 62  | 0        |

#### Races per jaar
(vetgedrukt betekent pole positie; cursief betekent snelste ronde)
| Jaar | Klasse | Motor | 1       | 2      | 3       | 4       | 5       | 6       | 7      | 8       | 9       | 10     | 11     | 12      | 13     | 14      | 15      | 16      | 17      | 18      | 19     | 20      | 21  | 22  | Pos | Ptn |
| ---- | ------ | ----- | ------- | ------ | ------- | ------- | ------- | ------- | ------ | ------- | ------- | ------ | ------ | ------- | ------ | ------- | ------- | ------- | ------- | ------- | ------ | ------- | --- | --- | --- | --- |
| 2022 | Moto2  | Kalex | QAT 24  | INA 23 | ARG DNF | AME DNF | POR DNF | SPA 19  | FRA 17 | ITA 21  | CAT 20  | DUI 18 | NED 18 | GBR DNF | OOS 18 | SMR DNF | ARA DNF | JPN 16  | THA 17  | AUS DNS | MAL    | VAL 21  |     |     | 34  | 0   |
| 2023 | Moto2  | Kalex | POR DNF | ARG 18 | AME 17  | SPA 23  | FRA 20  | ITA DNF | DUI 18 | NED 20  | GBR 20  | OOS 22 | CAT 18 | SMR DNF | IND 6  | JPN 9   | INA DNF | AUS DNF | THA DNF | MAL 18  | QAT 19 | VAL 18  |     |     | 23  | 17  |
| 2024 | Moto2  | Kalex | QAT 13  | POR 19 | AME DNF | SPA 13  | FRA 25  | CAT 11  | ITA 14 | NED DNF | DUI DNF | GBR 11 | OOS 18 | ARA 14  | SMR 23 | EMI DNF | INA 17  | JPN 5   | AUS DNF | THA 19  | MAL NC | SOL DNF |     |     | 22  | 31  |
| 2025 | Moto2  | Kalex | THA 24  | ARG 17 | AME 13  | QAT 12  | SPA 20  | FRA 19  | GBR 13 | ARA 16  | ITA DNF | NED 12 | DUI 17 | TSJ 20  | OOS 21 | HON     | CAT     | SMR     | JPN     | INA     | AUS    | MAL     | POR | VAL | 20* | 14* |

* Seizoen nog bezig.